# Ока-2 (блокпост)
Ока́-2 — блокпост (населённый пункт) в Зиминском районе Иркутской области России. Входит в состав Покровского муниципального образования. 

## География
Блокпост находится на расстоянии примерно 3 км к юго-востоку от города Зима, административного центра района.

## Население
| 2002 | 2010 | 2011 | 2012 |
| ---- | ---- | ---- | ---- |
| 64   | ↘46  | →46  | ↘45  |

### Половой состав
По данным Всероссийской переписи, в 2010 году в населённом пункте проживало 46 человек (25 мужчин и 21 женщина).